# Ghána az 1988. évi nyári olimpiai játékokon
Ghána a dél-koreai Szöulban megrendezett 1988. évi nyári olimpiai játékok egyik részt vevő nemzete volt. Az országot az olimpián 3 sportágban 16 sportoló képviselte, akik érmet nem szereztek.

## Asztalitenisz
| Versenyző      | Versenyszám | Csoportkör | Csoportkör | Nyolcaddöntő      | Negyeddöntő       | Elődöntő          | Döntő             | Helyezés |
| Versenyző      | Versenyszám | Ellenfél Eredmény | Hely.      | Ellenfél Eredmény | Ellenfél Eredmény | Ellenfél Eredmény | Ellenfél Eredmény | Helyezés |
| -------------- | ----------- | --- | ---------- | ----------------- | ----------------- | ----------------- | ----------------- | -------- |
| Patricia Offel | Egyes       | D csoport · Li Huj-fen (Li Hui-fen) (CHN) · 0:3 · Kerri Tepper (AUS) · 1:3 · Mók Khá-szá (Mok Ka Sha) (HKG) · 0:3 · Lau Wai Cheng (MAS) · 1:3 · Isida Kijomi (JPN) · 0:3 | 6.         | kiesett           | kiesett           | kiesett           | kiesett           | 41.      |

## Atlétika
Férfi
| Versenyző                                                                     | Versenyszám     | Előfutam | Előfutam | Előfutam | Negyeddöntő | Negyeddöntő | Negyeddöntő | Elődöntő | Elődöntő | Elődöntő | Döntő   | Döntő    |
| Versenyző                                                                     | Versenyszám     | Idő      | Hely.    | Össz.    | Idő         | Hely.       | Össz.       | Idő      | Hely.    | Össz.    | Idő     | Helyezés |
| ----------------------------------------------------------------------------- | --------------- | -------- | -------- | -------- | ----------- | ----------- | ----------- | -------- | -------- | -------- | ------- | -------- |
| Emmanuel Tuffour                                                              | 100 m           | 10,31    | 1.       | 6.*      | 10,37       | 4.          | 20.*        | kiesett  | kiesett  | kiesett  | kiesett | kiesett  |
| John Myles-Mills                                                              | 100 m           | 10,31    | 1.       | 6.*      | 10,21       | 1.          | 6.          | 10,43    | 8.       | 13.      | kiesett | kiesett  |
| John Myles-Mills                                                              | 200 m           | 21,04    | 4.       | 20.      | 20,95       | 6.          | 23.         | kiesett  | kiesett  | kiesett  | kiesett | kiesett  |
| John Myles-Mills Eric Akogyiram Salaam Gariba Nelson Boateng Emmanuel Tuffour | 4 × 100 m váltó | 39,13    | 3.       | 5.       |             |             |             | 39,46    | 5.       | 12.      | kiesett | kiesett  |

| Versenyző     | Versenyszám | Selejtező | Selejtező | Döntő    | Döntő    |
| Versenyző     | Versenyszám | Eredmény  | Helyezés  | Eredmény | Helyezés |
| ------------- | ----------- | --------- | --------- | -------- | -------- |
| Francis DoDoo | Hármasugrás | 16,17 m   | 17.       | kiesett  | kiesett  |

Női
| Versenyző                                             | Versenyszám     | Előfutam | Előfutam | Előfutam | Negyeddöntő | Negyeddöntő | Negyeddöntő | Elődöntő | Elődöntő | Elődöntő | Döntő   | Döntő    |
| Versenyző                                             | Versenyszám     | Idő      | Hely.    | Össz.    | Idő         | Hely.       | Össz.       | Idő      | Hely.    | Össz.    | Idő     | Helyezés |
| ----------------------------------------------------- | --------------- | -------- | -------- | -------- | ----------- | ----------- | ----------- | -------- | -------- | -------- | ------- | -------- |
| Dinah Yankey                                          | 100 m           | 11,64    | 4.       | 32.      | 11,63       | 8.          | 29.         | kiesett  | kiesett  | kiesett  | kiesett | kiesett  |
| Dinah Yankey                                          | 100 m gát       | 13,64    | 6.       | 24.      | kiesett     | kiesett     | kiesett     | kiesett  | kiesett  | kiesett  | kiesett | kiesett  |
| Veronica Bawuah Dinah Yankey Mercy Addy Martha Appiah | 4 × 100 m váltó | 44,12    | 5.       | 12.      |             |             |             | 44,30    | 6.       | 13.      | kiesett | kiesett  |

| Versenyző       | Versenyszám | Selejtező | Selejtező | Döntő    | Döntő    |
| Versenyző       | Versenyszám | Eredmény  | Helyezés  | Eredmény | Helyezés |
| --------------- | ----------- | --------- | --------- | -------- | -------- |
| Juliana Yendork | Távolugrás  | 540 cm    | 27.       | kiesett  | kiesett  |

* - egy másik versenyzővel azonos eredményt ért el

## Ökölvívás
| Versenyző      | Versenyszám   | Selejtező                    | 32-es főtábla                 | Nyolcaddöntő                  | Negyeddöntő                            | Elődöntő          | Döntő             | Helyezés |
| Versenyző      | Versenyszám   | Ellenfél Eredmény            | Ellenfél Eredmény             | Ellenfél Eredmény             | Ellenfél Eredmény                      | Ellenfél Eredmény | Ellenfél Eredmény | Helyezés |
| -------------- | ------------- | ---------------------------- | ----------------------------- | ----------------------------- | -------------------------------------- | ----------------- | ----------------- | -------- |
| Alfred Kotey   | Légsúly       | erőnyerő                     | Husain Al-Mutairi (KUW) · RSC | Benjamin Mwangata (TAN) · 5:0 | Mario González (MEX) · mérkőzés nélkül | kiesett           | kiesett           | 5.       |
| Ike Quartey    | Kisváltósúly  | erőnyerő                     | José Saizozema (DOM) · 5:0    | Grahame Cheney (AUS) · 0:5    | kiesett                                | kiesett           | kiesett           | 9.       |
| Alfred Ankamah | Váltósúly     | Boston Simbeye (MAW) · KO    | Kenny Gould (USA) · 0:5       | kiesett                       | kiesett                                | kiesett           | kiesett           | 17.      |
| Emmanuel Quaye | Nagyváltósúly | Laurensio Mercado (ECU) · KO | kiesett                       | kiesett                       | kiesett                                | kiesett           | kiesett           | 33.      |

RSC – a mérkőzésvezető megállította a mérkőzést